# Rutes E8x
Xarxa de carreteres europees de tipus 8x

## Rutes de classe A

### Rutes nord-sud
| Rutes E | Es. (*) | Trajecte                                                    | Itinerari elbruz.org |
| ------- | ------- | ----------------------------------------------------------- | -------------------- |
| E81     | -       | Mukachëvo (Ucraïna) - Halmeu - Piteşti - Bucarest (Romania) | E81                  |
| E83     | -       | Biala - Sofia (Bulgària)                                    | E83                  |
| E85     | -       | Klaipėda (Lituània) - Alexandrúpoli (Grècia)                | E85                  |
| E87     | -       | Tulcea (Romania) - Eceabat (Turquia)                        | E87                  |
| E89     | -       | Gerede - Ankara (Turquia)                                   | E89                  |

### Rutes oest-est
| Rutes E | Es. (*) | Trajecte                                 | Itinerari elbruz.org |
| ------- | ------- | ---------------------------------------- | -------------------- |
| E80     | (*)     | Lisboa (Portugal) - Istanbul (Turquia)   | E80                  |
| E82     | -       | Porto (Portugal) - Tordesillas (Espanya) | E82                  |
| E84     | -       | Keşan - Silivri (Turquia)                | E84                  |
| E86     | -       | Kristalopigí - Géfira (Grècia)           | E86                  |

## Rutes de classe B
| Rutes E | Es.(*) | Trajecte                                         | Itinerari elbruz.org |
| ------- | ------ | ------------------------------------------------ | -------------------- |
| E801    | -      | Coimbra (Portugal) - Verín (Espanya)             | E801                 |
| E802    | -      | Bragança - Ourique (Portugal)                    | E802                 |
| E803    | -      | Salamanca – Sevilla (Espanya)                    | E803                 |
| E804    | -      | Bilbao - Saragossa (Espanya)                     | E804                 |
| E805    | -      | Famalicão - Chaves (Portugal)                    | E805                 |
| E806    | -      | Torres Novas- Guarda (Portugal)                  | E806                 |
| E821    | -      | Roma - San Cesareo (Itàlia)                      | E821                 |
| E840    | (*)    | Sassari - Olbia - Civitavecchia (Itàlia)         | E840                 |
| E841    | -      | Avellino - Salern (Itàlia)                       | E841                 |
| E842    | -      | Nàpols – Canosa di Puglia (Itàlia)               | E42                  |
| E843    | -      | Bari - Tàrent (Itàlia)                           | E843                 |
| E844    | -      | Spezzano Albanese - Sibari (Itàlia)              | E844                 |
| E846    | -      | Cosenza - Crotona (Itàlia)                       | E846                 |
| E847    | -      | Sicignano degli Alburni - Metapont (Itàlia)      | E847                 |
| E848    | -      | Lamezia Terme - Catanzaro (Itàlia)               | E848                 |
| E851    | -      | Petrovac - Pristina (Montenegro)                 | E851                 |
| E852    | -      | Ohrid (Macedònia del Nord) frontera albanesa     | E852                 |
| E853    | -      | Ioànnina (Grècia) frontera albanesa              | E853                 |
| E871    | -      | Sofia (Bulgària) – Kumànovo (Macedònia del Nord) | E871                 |

## Esmenes: ampliació o modificació de la xarxa
Esmenes a l'acord europeu sobre les grands rutes de tràfic internacional (doc. TRANS/SC.1/2001/3 du 20/07/2001 et TRANS/SC.1/2002/3 du 09/04/2002) 
La ruta E89 concierne a un itinerario en Asia.
- E81: extensió Mukachëvo (Ucraïna) - Halmeu (Romania) i extensio - Piteşti - Bucarest (RO)
- E840: nova ruta Sassari - Olbia - Civitavecchia (intersección con E80) (Itàlia)